# Ключник Сергій Миколайович
Сергій Миколайович Ключник (27 березня 1974 — 24 лютого 2022) — український військовик, старший сержант 57-ї окремої мотопіхотної бригади Збройних Сил України, учасник російсько-української війни, що загинув під час російського вторгнення в Україну.

## Нагороди
- орден «За мужність» III ступеня (14 березня 2022, посмертно) — за особисту мужність під час виконання бойових завдань, самовіддані дії, виявлені у захисті державного суверенітету та територіальної цілісності України, вірність військовій присязі.